# Barki Gergely
Barki Gergely (Budapest, 1970. december 19. –) magyar művészettörténész, egyetemi tanár. 

## Művei
- Allegro barbaro : Béla Bartók et la modernité hongroise, 1905–1925 Sudoc [ABES], France  Library of Congress/NACO
- Berény Róbert	 National Library of France
- Beyond Klimt : new horizons in Central Europe : [travelling exhibition, Europe, 2018–2019] Sudoc [ABES], France
- Czóbel : egy francia magyar : [kiállítás, Szentendre, Ferenczy Múzeum, 2014. május 30.-augusztus 31.]	Sudoc [ABES], France  National Library of France
- Dialogue de fauves, c2010: Library and Archives Canada  Library of Congress/NACO  Sudoc [ABES], France  National Library of Israel  National Library of France
- Dialoog onder fauves, néerlandais ; flamand Sudoc [ABES], France  National Library of France  Library of Congress/NACO
- Die Acht : Ungarns Highway in die Moderne	 NUKAT Center of Warsaw University Library  National Library of France  Library of Congress/NACO
- Fauves : Hungarian Fauvism (1904–1914) Library of Congress/NACO
- A vaddá válás evolúciója Czóbel Béla korai portréin. In: Magyar Vadak Párizstól Nagybányáig 1904–1914. Szerk. Passuth Krisztina, Szücs György. Budapest, Magyar Nemzeti Galéria, 2006
- Festők, múzsák, szerelmek	 NUKAT Center of Warsaw University Library Library of Congress/NACO  Sudoc [ABES], France
- Jewel city, 2015
- Klimt ist nicht das Ende : Aufbruch in Mitteleuropa Sudoc [ABES], France  National Library of Latvia
- Műtárgyhamisítás magyar szemmel : ocsút a búzától Library of Congress/NACO
- Nyolcak NUKAT Center of Warsaw University Library National Library of France  Library of Congress/NACO  Sudoc [ABES], France
- Wanted : lost & found : à la recherche du cubisme hongrois perdu : [exposition, Paris, Institut culturel hongrois, du 20 mai au 14 août 2021]
- A Galimbertiek : Galimberti Sándor és Dénes Valéria életműkiállítása, Magyar Nemzeti Galéria, 2024. október 21. – 2025. február 23.